# استبداد الأعداد
استبداد الأعداد هي مشكلة واجهها مهندسو الكمبيوتر في الستينيات. لم يتمكن المهندسون من تحسين أداء تصميماتهم بسبب العدد الهائل من المكونات. نظريا يجب توصيل كل مكون بكل مكون آخر (أو على الأقل عدة مكونات أخرى) وعادة ما يتم ربطها ولحامها يدويًا. من أجل تحسين الأداء، ستكون هناك حاجة إلى المزيد من المكونات، وبدا أن التصميمات المستقبلية ستتألف بالكامل تقريبًا من الأسلاك.

## التاريخ
أول استعمال مسجل معروف للمصطلح في هذا السياق كان من نائب رئيس مختبرات بل في مقال بمناسبة الذكرى العاشرة لاختراع الترانزستور، لـ "Proceedings of the IRE" (معهد مهندسي الراديو) في يونيو 1958  . في إشارة إلى المشكلات التي يواجهها العديد من المصممين، كتب:
في ذلك الوقت، كانت أجهزة الكمبيوتر تُبنى عادةً من سلسلة من (الوحدات) تحتوي كل وحدة على الإلكترونيات اللازمة لأداء وظيفة واحدة. الدائرة المعقدة مثل الجامع منطقي تتطلب عمومًا عدة وحدات تعمل في تناغم. عادةً تتم بناء الوحدات على لوحات دوائر مطبوعة ذات حجم موحد، مع موصل على حافة واحدة يسمح بتوصيلها بخطوط الطاقة والإشارات الخاصة بالماكينة، ثم يتم توصيلها بوحدات أخرى باستخدام كابل مزدوج مجدول أو كبل محوري.
عادة تكون كل وحدة معدلة، ويتم تجميع الوحدات ولحامها يدويًا أو بأتمتة محدودة. نتيجة لذلك، عانوا من مشاكل موثوقية كبيرة. حتى المكون السيئ أو وصلة اللحام يمكن أن تعطل الوحدة بأكملها. حتى مع وجود وحدات تعمل بشكل صحيح، كان عدد الأسلاك الذي يربط الوحدات ببعضها البعض مصدرًا آخر لمشاكل البناء والموثوقية. مع تزايد تعقيد أجهزة الكمبيوتر وزيادة عدد الوحدات، ازداد تعقيد وصعوبة صناعة الآلة أكثر وأكثر. وسمي هذا «استبداد الأرقام».
كان جاك كيلبي يفكر في هذه المشكلة بالتحديد أثناء عمله في شركة تكساس إنسترومنتس. فكر نظريًا في استخدام الجرمانيوم لصنع جميع المكونات الإلكترونية الشائعة مثل - المقاومات والمكثفات وغيرها - فشرع في بناء مكون من لوح واحد يجمع بين وظائف وحدة كاملة. على الرغم من نجاحه في هذا الهدف، إلا أن نموذج روبرت نويس المصنع من السيليكون وتقنيات التصنيع المرتبطة به هي التي تجعل الدارة المتكاملة (IC) عملية حقًا.
على عكس الوحدات، يتم بناء الدارات المتكاملة باستخدام تقنيات النقش الضوئي على خط التجميع، مما يقلل بشكل كبير من تكلفتها. على الرغم من أن أي IC قد تكون لديها نفس فرصة العمل والعطل كوحدة، إلا أن تكلفتها قليلة جدًا لدرجة أنها إذا لم تعمل، فأنت ببساطة تخلص منها وتجرب آخرى. في الواقع، كانت معدلات فشل خطوط تجميع الدارات المتكاملة المبكرة تصل إلى حوالي 90٪ أو أكثر، مما أبقى أسعارها مرتفعة. كانت القوات الجوية الأمريكية ووكالة ناسا من المشترين الرئيسيين للدوائر المتكاملة المبكرة، حيث تغلب حجمها الصغير ووزنها الخفيف على أي مشكلات تتعلق بالتكلفة. لقد طالبوا بموثوقية عالية، ولم توفر استجابة الصناعة الموثوقية المطلوبة فحسب، بل كانت تعني أن زيادة العائد كان له تأثير في خفض الأسعار.
لم تكن الدوائر المتكاملة من أوائل الستينيات معقدة بما يكفي للاستخدام العام للكمبيوتر، ولكن مع زيادة التعقيد خلال الستينيات تحولت جميع أجهزة الكمبيوتر تقريبًا إلى التصميمات القائمة على الدارات المتكاملة. وهو ما يشار إليه اليوم بالجيل الثالث لأجهزة الكمبيوتر، والتي أصبحت شائعة في أوائل السبعينيات. حل نسل الدائرة المتكاملة، المعالج الدقيق، في نهاية المطاف محل استخدام الدوائر المتكاملة الفردية أيضًا، ووضع مجموعة كاملة من الوحدات على شريحة واحدة.
اشتهر سيمور كراي بشكل خاص بجعل التصميمات المعقدة تعمل على الرغم من استبداد الأرقام. اهتمامه بالتفاصيل وقدرته على تمويل عدة محاولات لصناعة تصميم ناجح باعتبار أن الجهد الهندسي الخالص يمكن أن يتغلب على المشاكل التي يواجهونها. إلا أنه استسلم في النهاية للمشكلة أثناء مشروع CDC 8600 وأدى في النهاية إلى تركه شركة Control Data .